# Forcipomyia setosicrus
Forcipomyia setosicrus är en tvåvingeart som först beskrevs av Jean-Jacques Kieffer 1906.  Forcipomyia setosicrus ingår i släktet Forcipomyia och familjen svidknott. Inga underarter finns listade i Catalogue of Life.